# Skrävsta gård

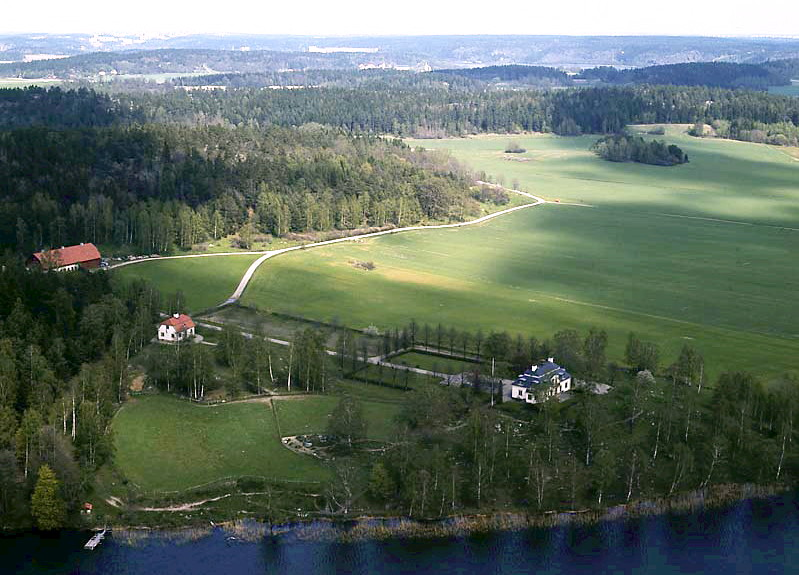
Skrävsta gård med sjön Aspen i förgrunden, vy österut, 1967.

Skrävsta gård (även Skrefsta) är en herrgård belägen vid sjön Aspen i Botkyrka socken i Botkyrka kommun, Stockholms län. Området har talrika fynd efter bosättningar från brons- och äldre järnåldern. Under yngre järnåldern hade bebyggelsen samlats vid Skrävsta bytomt och intilliggande Hågelby. Skrävsta gårds nuvarande läge intill sjön Aspen daterar sig till 1944. Ekonomibyggnaderna disponeras numera av Botkyrka ridsällskap och nyttjas som ridskola. Huvudbyggnaden är i privat ägo. Området kring Skrävsta och Hågelby har i stora drag bevarat odlingslandskapets utseende sedan mitten av 1600-talet och har av Stockholms läns museum klassificerats som riksintresse.

## Äldre historia

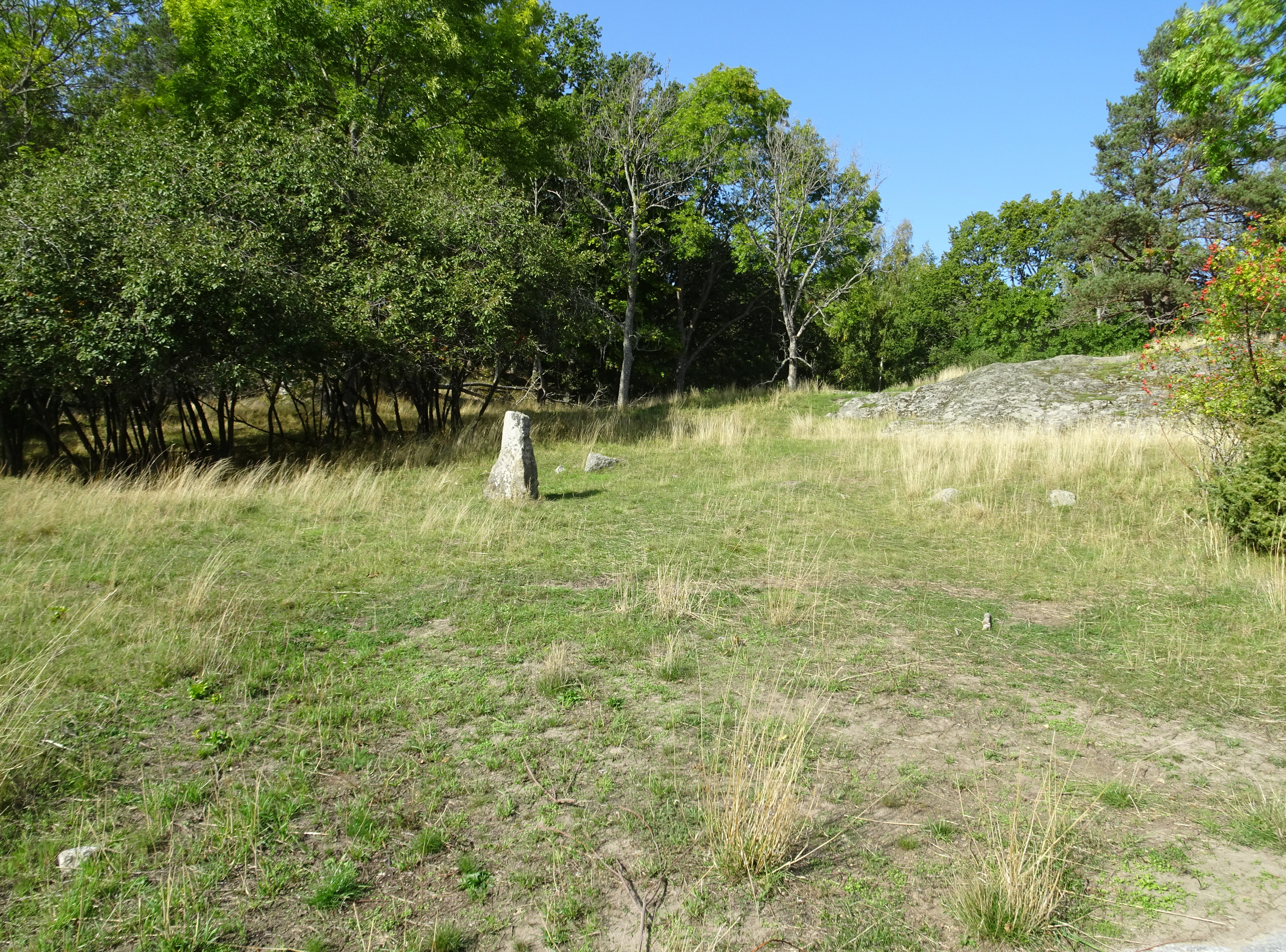
Skrävsta gamla bytomt.

Inom området Skrävsta/Hågelby finns en mängd fornlämningar, några av dem har undersökts under 1940-talet inför uppförandet av herrgården vid Aspen. En grav innehöll värdeföremål och vapenfynd bland annat resterna av ett svärd med en svärdsknapp av guld med granatinläggningar. Dateringen är yngre folkvandringstid och äldre vendeltid och fyndplatsen kan ha varit en stormannagrav. Den äldsta bosättningen markeras av ensamliggande gravar, som rösen och stensättningar samt av gravfält och boplatser. 
Ett av gravfälten, Kyrkkulla gravfält, avtecknar sig tydligt i landskapet. Här leder en äldre färdväg förbi, kallad ”Gamla kyrkvägen”, som slutade vid Botkyrka kyrka (numera avgrävd vid motorvägen Södertäljevägen). Gamla kyrkvägen  används idag som infartsväg till Skrävsta gård och ridanläggningen. Vägnätet är säkert belagt sedan 1600-talet, men kan vara ännu äldre, kanske från 1000-talet, som en runsten från mitten av 1000-talet (Södermanlands runinskrifter 288) vid Hågelby gård vittnar om.
Från 1300-talet finns de första skriftliga beläggen för både Skrävsta (medeltida stavning Skrafstæ) och Hågelby. På 1600-talet var Skrävsta och Hågelby små byar med två till tre gårdar vardera.

## Stormannen i Skrävsta och gästabudshallen
När Skrävsta ridskola ville bygga ett nytt stall 1997 utfördes en arkeologisk undersökning av platsen. Man hittade ett långhus med måtten 51 x 8 meter. Det är ett av de största långhusen som hittats i Sverige och tolkas som en stor gästabudshall. De äldsta delarna kunde dateras till ca 400 e.Kr. Utifrån långhusets storlek, bebyggelseläget och en tidigare utgrävd stormannagrav (se avsnitt ”Äldre historia”)  i området, anser arkeologerna att det kan det röra sig om en forntida gästabudshall. Stora hallbyggnader har tidigare påträffats på platser som varit säten för stormän, hövdingar och kungar. Närmaste exempel kan hämtas från Gamla Uppsala. Möjligtvis har just denne storman under sin levnad hållit stora fester och rituella blot här.

## Skräfvelstad en Bondgård i Botkyrka s:n
| "Skräfvelstad", den gamla bondgården enligt en illustration av Axel Fredrik Cederholm från 1816. |  | "Skräfvelstad", den gamla bondgården enligt en illustration av Axel Fredrik Cederholm från 1816. |
| "Skräfvelstad", den gamla bondgården enligt en illustration av Axel Fredrik Cederholm från 1816. |  |                                                                                                  |

## Gården

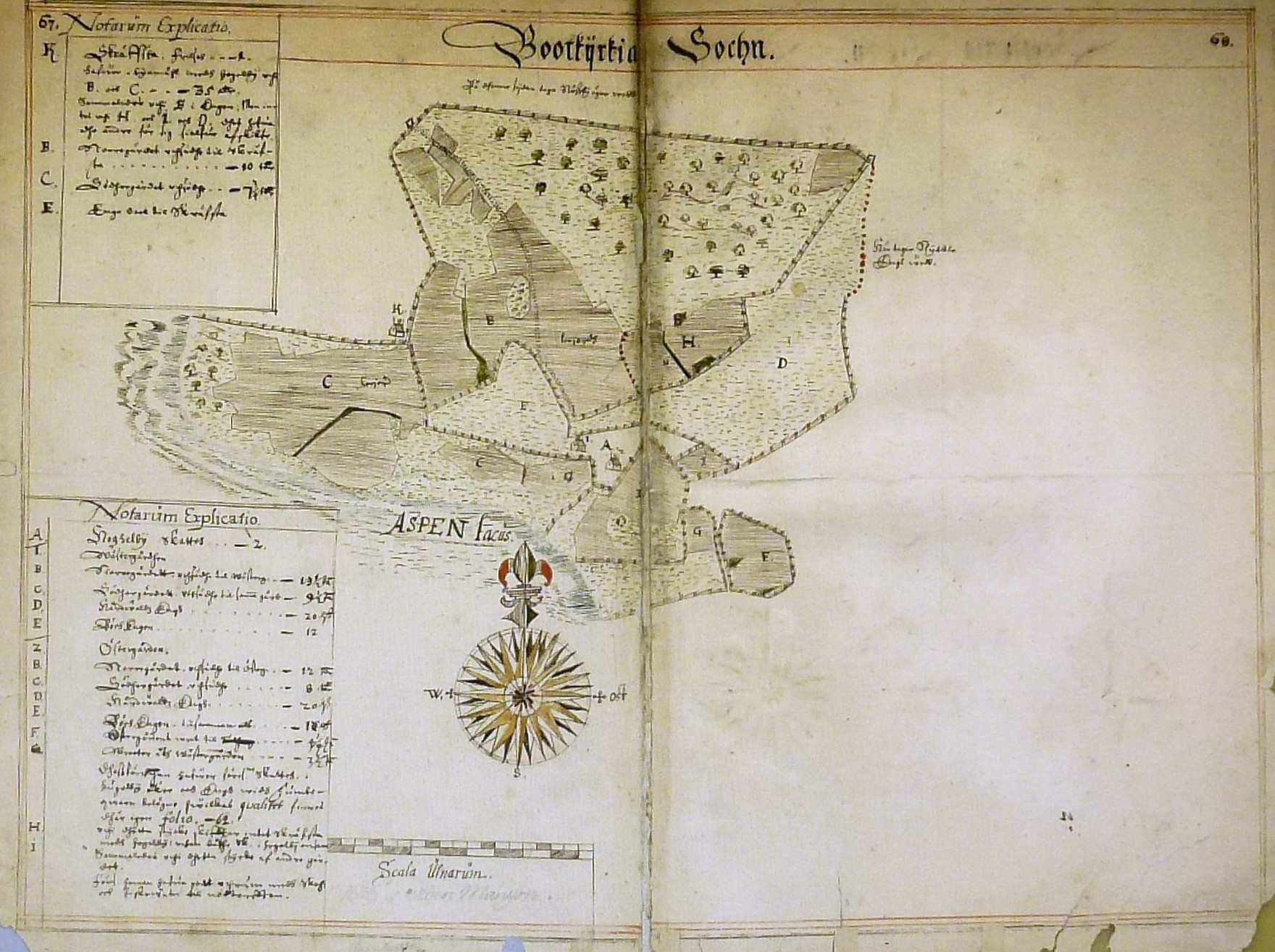
Äldsta kända kartan från 1636.

På en ägomätningskarta från 1735 framgår att Skrävsta då fortfarande låg i ägoblandning med Hågelby och Skrävsta var en utgård till Älvesta säteri som ägdes av riksrådet Swen Lagerberg. Han begärde även att Skrävsta åkrar skulle märkas ut särskilt. Själva Skrävsta by låg 1735 fortfarande på samma plats som på 1636 års karta.
Under slutet av 1800-talet genomfördes laga skifte. Hågelbys gårdar, som då ägdes av överståthållaren baronen Th.G. Rudbeck, fick ligga kvar på den gamla byplatsen, medan Skrävsta bytomt delades och en utflyttning följde. Skrävstas ägare var vid den tiden häradshövdingen Carl-Axel Rönquist. Han hade tagit initiativ till skiftet, eftersom han ville ha sina ägor mera sammanhängande. För övrigt förändrades odlingslandskapet inte nämnvärt, bortsett från Hågelby bytomt som helt omdanades av Lars Magnus Ericsson i början av 1900-talet.
Efter skiftet övergavs den kvarvarande gården vid Skrävsta bytomt i början av 1900-talet. Gården låg ungefär 400 meter öster om nuvarande bebyggelse, där Skrävsta gårdsväg gör en tvär sväng mot väst. Den sista bebyggelsen revs på 1940-talet. Själva gårdstomten hade storleken omkring 130 meter lång och 25 till 115 meter bred. Idag finns endast husgrunderna kvar och resterna efter två härdar samt terrasseringar och diken (RAÄ-nummer Botkyrka 101:1).  
År 1944 lät bokförläggaren David Lindström (bror till Johan Lindström Saxon och delägare i Saxon & Lindströms Förlag) uppföra nuvarande mangårdsbyggnaden intill Aspen. Det rör sig om ett 1700-talsinspirerat putsat stenhus med säteritak. Förutom mangårdsbyggnaden finns ytterligare två boningshus och fem stallbyggnader samt tre förrådshus från olika tider. Mangårdsbyggnaden är i privat ägo, parken är inte tillgänglig för allmänheten. Skrävstas ekonomibyggnader disponeras sedan 1968 av Botkyrka ridsällskap och nyttjas som häststall och ridskola.

## Gården och omgivningen

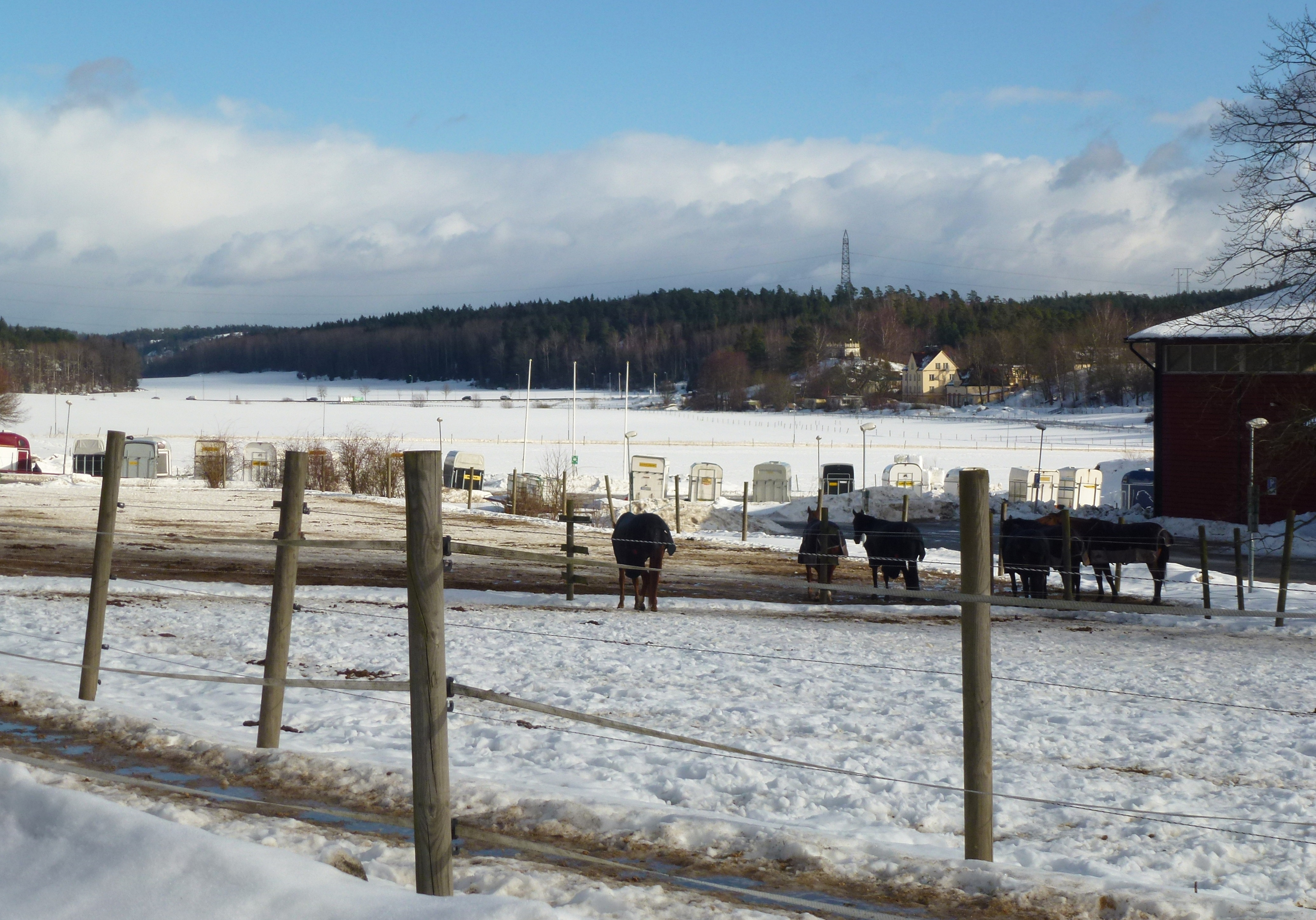
Odlingslandskapet öster om Skrävsta.
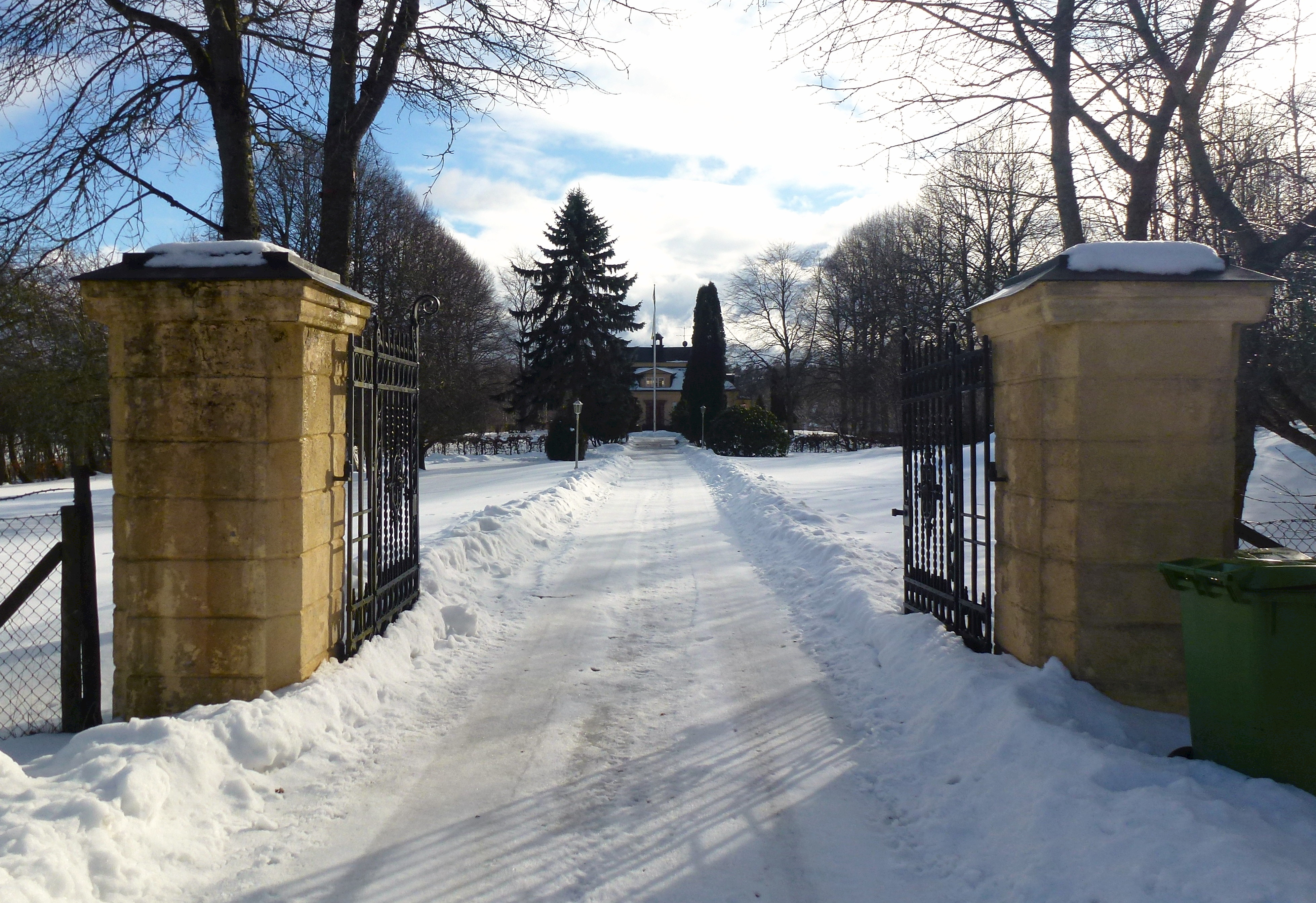
Mangårdsbyggnaden, 2013.
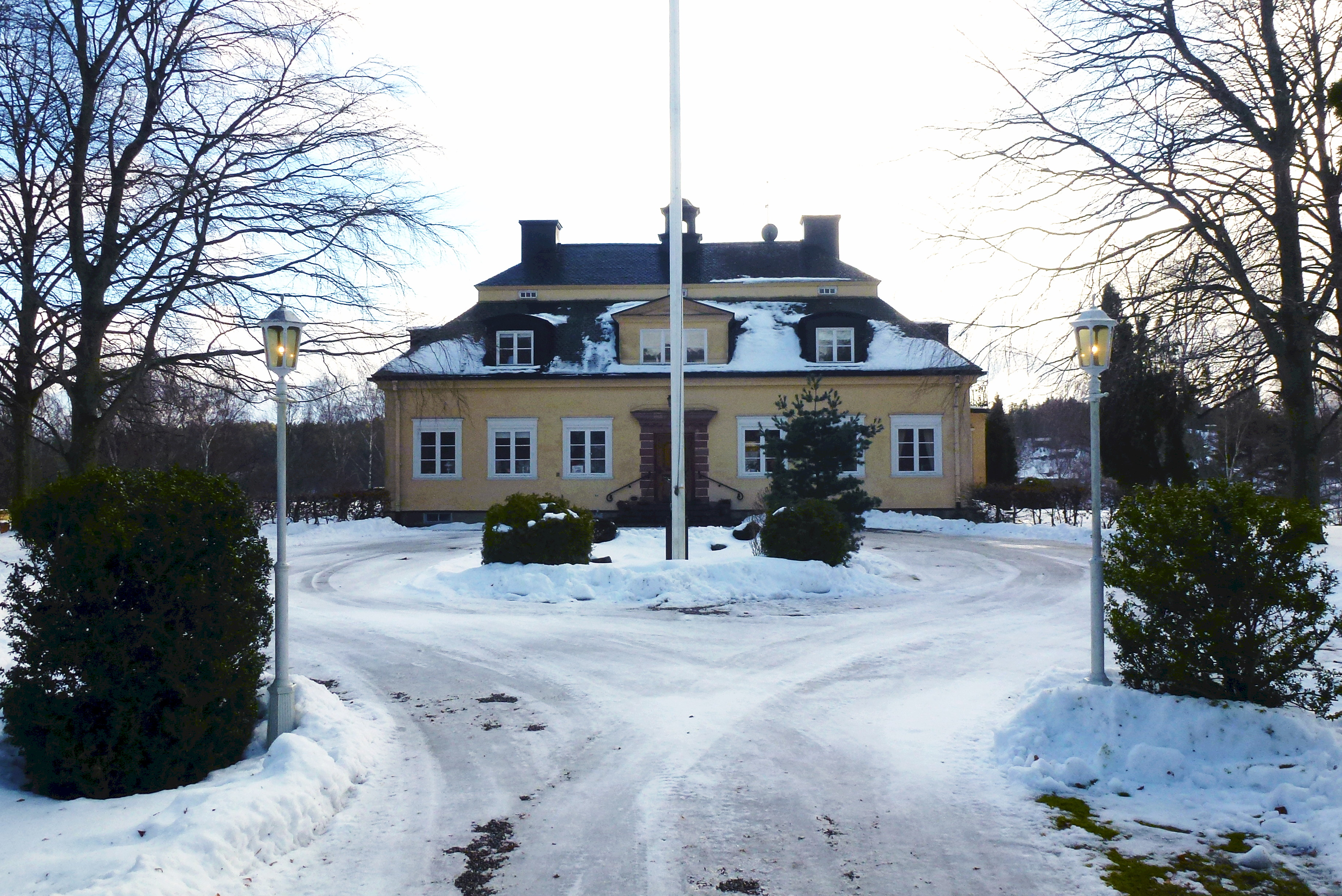
Mangårdsbyggnaden, 2013.
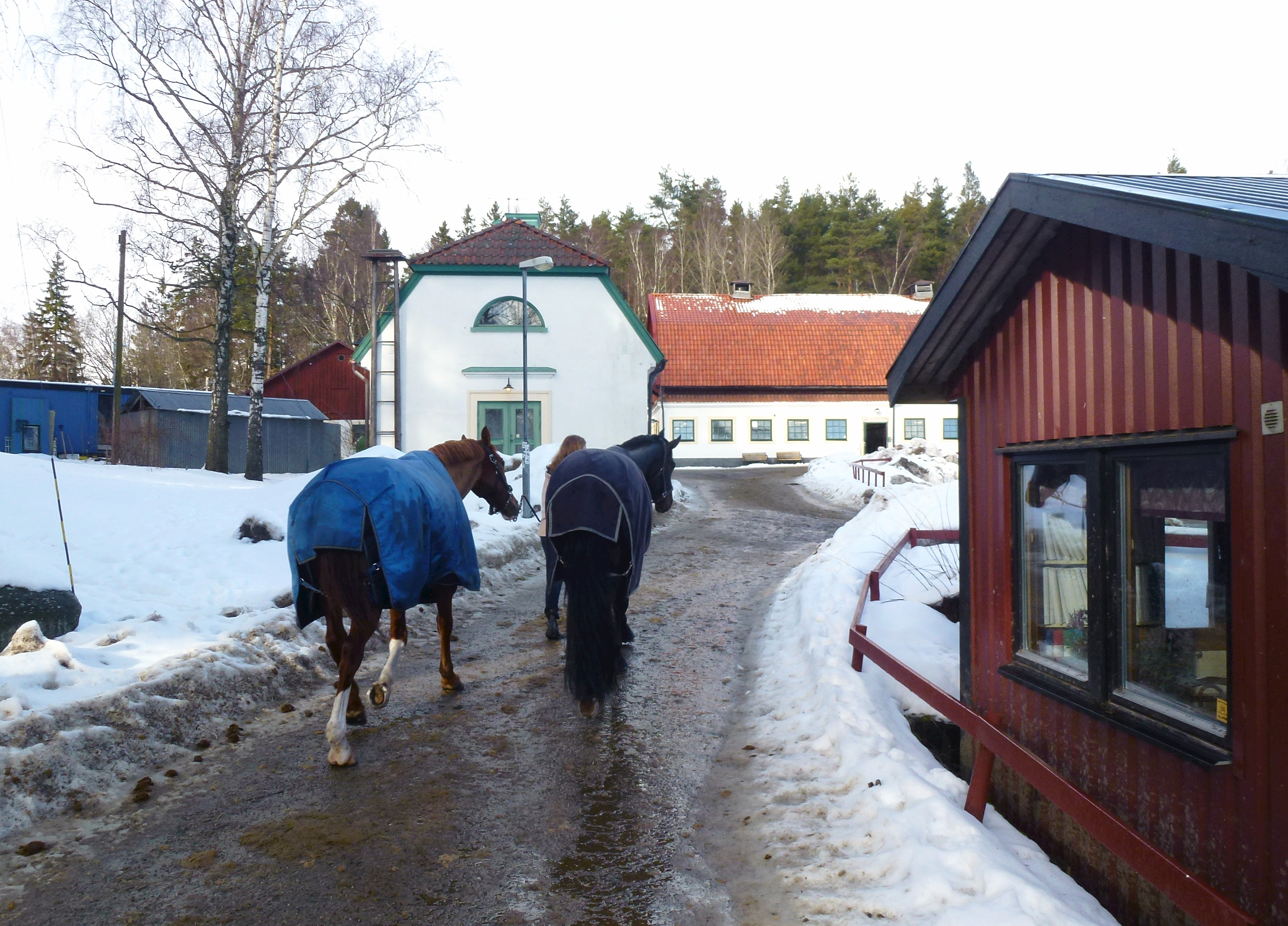
Stallbyggnaderna, 2013.